# Музей естественной истории (Фуншал)
Музей естественной истории в Фуншале (порт. Museu de História Natural do Funchal) — музей естественной истории, расположенный в района Сан-Педру города Фуншал (автономный регион Мадейра) и открытый под названием «Региональный музей Мадейры» в 1929 году; старейший музей на архипелаге Мадейра занимает помещения во дворце Сан-Педру (Palácio de São Pedro), возведённом в конце XVII века на улице Руа-да-Моурария.

## История и описание
Музей естественной истории существовал в Фуншале как «Региональный музей Мадейры» с 1929 года; он был официально открыт под названием «Муниципальный музей Фуншала» 5 октября 1933 года. Музей управляется и финансируется департаментом науки при городском совете Фуншала. 5 июня 2000 года при музее был открыт «Сад ароматических и лекарственных растений» (Jardim de Plantas Aromáticas e Medicinais) площадью около 560 квадратных метров: в нём представлены местные и эндемичные растения.
Коллекции музея насчитывают более 41 166 единиц хранения: в ней представлены 78 видов рыб, 247 видов птиц, 14 видов наземных и морских млекопитающих, а также — три вида морских рептилий, 152 видов насекомых и беспозвоночных. Кроме того, 19 видов растений и представительная коллекция горных пород и минералов, собранных со всего архипелага, представлены в собрании.
Музей с момента своего создания демонстрировал «краеведческий» подход, представляя только виды, обнаруженные на архипелаге. Администрация музей ведён проекты по сбору научной информации, организуя работу зоологических, ботанических и геологических групп; она также проводит мероприятия по экологическому просвещению местного населения. С 1945 года музей издает «Бюллетень Муниципального музея Фуншала» (Boletim do Museu Municipal do Funchal), специализирующийся на естественно-научных работах как по Мадейре, так и по другим архипелагам Макаронезии (Азорские острова, Канарские острова и Кабо-Верде). С 1959 года музей нерегулярно издает журнал «Bocagiana», в котором описываются новые виды флоры и фауны местных островов.